# Kelly Marie Tran
Kelly Marie Tran (nascuda el 17 de gener de 1989) és una actriu estatunidenca. Ha tingut papers en pel·lícules curtes i episodis televisius, i va esdevenir més coneguda arran del seu paper com a Rose Tico en la pel·lícula de 2017 Star Wars: Els últims jedi.

## Primers anys i educació
Tran va néixer el 17 de gener de 1989 a San Diego, Califòrnia. Els seus pares són refugiats del Vietnam que van fugir del país amb motiu de la guerra del Vietnam. De nen, el seu pare no tenia llar i va créixer als carrers de Vietnam. Després de traslladar-se als Estats Units, va treballar a Burger King per donar suport a la família, i la seva muller va treballar a una funerària.
Tran va estudiar a l'institut Westview High School de San Diego i va treballar a la botiga de iogurts Golden Spoon a Rancho Penasquitos per guanyar diners per fer-se retrats. Tran es va graduar en comunicació a la Universitat de Califòrnia a Los Angeles (UCLA).

## Carrera
Tran va passar els seus primers anys a Los Angeles fent proves per petits papers i fent improvisacions amb els grups Upright Citizens Brigade i Second City. El 2013 va tenir un paper protagonista a la sèrie d'internet Ladies Like us. També aparegut en diversos vídeos de CollegeHumor.
El 2015, Tran va aconseguir el paper de Rose Tico a Star Wars: Els últims jedi. Rose Tico és una mecànic rebel que s'uneix al personatge principal Finn després del sacrifici de la seva germana gran, Paige Tico (Veronica Ngo), una artillera entrenada pel comandant de la Resistència Poe Dameron. Va ser incapaç de dir a la seva família que havia aconseguit el paper, i quan va anar a filmar les seves escenes als Pinewood Studios a començaments del 2016, els va dir que estava filmant una pel·liculeta a Canadà. Amb el seu paper a Els últims jedi, Tran va esdevenir la primera dona asiàtico-estatunidenca amb un paper protagonista en una pel·lícula de Star Wars. El 2017, també va esdevenir la primera dona asiàtica en aparèixer a la coberta de Vanity Fair, quan va aparèixer a la coberta de l'edició d'estiu amb John Boyega i Oscar Isaac.
Malgrat l'èxit de crítica i de recaptació d'Els últims jedi, Tran rebé atacs a internet, alguns de caràcter racista, de persones a les quals no els va agradar el personatge de Rose Tico. En resposta a aquestes crítiques, l'advocat Anthony Nguyen va elogiar Tran per ser "la primera dona de color en obtenir un paper protagonista en la franquícia de Star Wars". Condemnant els atacs racistes, Nguyen va remarcar que "les persones de color, especialment els asiàticoestatunidencs, estan molt poc representades a la televisió i les pel·lícules de cinema." A més a més, l'escriptor freelance i periodista Nicole Karlis va opinar que els atacs a la raça i aspecte de Tran reflecteixen la por a les dones que trenquen els estereotips sexistes. El juny de 2018, després de mesos d'assetjament, Tran va eliminar totes les publicacions del seu compte d'Instagram. Altres aficionats de Star Wars han expressat el seu suport a l'actriu.

## Filmografia
| Any  | Títol                        | Paper                | Notes |
| ---- | ---------------------------- | -------------------- | --- |
| 2011 | Untouchable                  | Jamie                | Curtmetratge                                                                                                  |
| 2011 | The Rising Cost of Cosmetics | Chun Hei Park        | Curtmetratge                                                                                                  |
| 2011 | Impressions                  | Alice                | Curtmetratge                                                                                                  |
| 2011 | Hot Girls on the Beach       | Boba Chick/Estudiant | Segment: "Great White Shark Movie"                                                                            |
| 2012 | The Cohasset Snuff Film      | Christine Chan       | No apareix als crèdits                                                                                        |
| 2013 | Andy's CDs                   | Kelly                | Pel·lícula curta                                                                                              |
| 2016 | XOXO                         | Butterfly Rave Girl  | |
| 2017 | Star Wars: Els últims jedi   | Rose Tico            | Pendent - Premi Saturn per a la millor actriu secundària Nominada – Premi Empire per la millor actriu novella |

| Any     | Títol                                          | Paper                                                      | Notes                                                                                   |
| ------- | ---------------------------------------------- | ---------------------------------------------------------- | --------------------------------------------------------------------------------------- |
| 2011    | This Indie Girl                                | Heroïna                                                    | Episodi: "Just the Way It Is"                                                           |
| 2012    | Fabulous High                                  | Estudiant de Sierra Mar #4                                 | Pel·lícula per a televisió                                                              |
| 2013–15 | Ladies Like Us                                 | Kelly/Larry                                                | Sèrie televisiva                                                                        |
| 2014–16 | CollegeHumor Originals                         | Full Asian/Kate/Kelly/Startup "Foodler" Girl/Melissa/Amber | Sèrie televisiva                                                                        |
| 2014–16 | Life on Normal Street                          | Sara                                                       | 3 episodis                                                                              |
| 2014    | To the Bridge                                  | Lydia                                                      | Episodi pilot                                                                           |
| 2014    | About a Boy                                    | Marguerite                                                 | 2 episodis                                                                              |
| 2014    | Hope & Randy                                   | Tina                                                       | Mini-sèrie per a televisió                                                              |
| 2014    | Currently Cool                                 | Jenny                                                      | Episodi: "Baby Daddy Daddy Daddy"                                                       |
| 2015    | Comedy Bang! Bang!                             | Amiga adolescent                                           | Episodi: "Thomas Middleditch Wears an Enigmatic Sweatshirt and Sweatpants with Pockets" |
| 2015    | Ladies Like Us: The Rise of Neighborhood Watch | Larry                                                      | 2 episodis                                                                              |
| 2015    | Adam Ruins Everything                          | Sharon/Dona del telèfon                                    | 2 episodis                                                                              |
| 2015    | Discount Fitness                               | Betsy                                                      | Episodi: "Goal Met"                                                                     |
| 2016    | Pub Quiz                                       | Asia                                                       | Pel·lícula per a televisió                                                              |
| 2016    | History of the World...For Now                 | Filla                                                      | Episodi #1.4                                                                            |
| 2016    | Fall Into Me                                   | Eva                                                        | Episodi: "British Billionaire"                                                          |
| 2016    | Sing It!                                       | Twinkle Twinkle Auditioner                                 | Episodi: "THE SHOW BEGINS!"                                                             |
| 2018    | Star Wars: Forces of Destiny                   | Rose Tico                                                  | Episodi: "Shuttle Xoc"                                                                  |
| 2018    | Sorry for Your Loss                            | Jules                                                      | Habitual a la sèrie                                                                     |